# Julieta Egurrola
Julieta Egurrola (Ciudad de México, 13 de junio de 1953) es una actriz mexicana.

## Carrera
Julieta Egurrola estudió actuación en el Centro Universitario de Teatro y actuó en 41 obras de teatro, posteriormente inició su carrera artística en televisión y cine. Entre sus primeros créditos en telenovelas se encuentran Mamá Campanita (1978), Pasiones encendidas (1978) y El cielo es para todos (1979). En 1980 protagonizó la telenovela El árabe, desde entonces ha actuado en varias telenovelas como Bodas de odio (1983), Tú o nadie (1985), Quinceañera (1987), Dulce desafío (1989), Yo compro esa mujer (1990), Prisionera de amor (1994), El vuelo del águila (1994), Si Dios me quita la vida (1995), entre otras. En 1998 protagonizó la telenovela Señora. Ha actuado en cine en películas como Jonás y la ballena rosada (1995), Profundo carmesí (1996), Crónica de un desayuno (1999), Efectos secundarios (2006) y Ruido, entre otras.

## Teatro
- El avaro (1977) Dir. Miguel Sabido
- Los hijos de Kennedy (1977) Dir. José Luis Ibáñez
- Vámonos a la guerra (1977) Dir. Héctor Mendoza
- El tío Vania (1978) Dir. Ludwik Margules
- Exiliados (1979) Dir. Marta Luna
- Novedad de la patria (1982) Dir. Luis de Tavira
- El contrario Luzbel (1982) Dir. Alejandro Aura
- De película (1984) Dir. Julio Castillo
- Crímenes del corazón (1984) Dir. Héctor Mendoza
- Grande y pequeño (1985) Dir. Brígida Alexander
- Zozobra (1989) Dir. Luis de Tavira
- Tiro de dados / Tiro de confusión (1995) Dir. Héctor Mendoza
- Un Don Juan plumbeo (1997) Dir. Ludwik Margules
- Copenhague (2001) Dir. Mario Espinosa
- Tríptico Copi (2002) Dir. Catherine Marnas, Daniel Giménez Cacho y Carlos Calvo
- Las cuatro gemelas (2002)
- DeSazón (2003). Dir. José Caballero
- El regreso al desierto (2004) Dir. Boris Schoemann
- Eva Perón (2005)
- Inanna (2013). Dir. Lorena Maza
- Ser es ser visto (2009) Dir. Luis de Tavira[1]
- Después del ensayo (2017). Dir. Mario Espinosa
- La trágica historia de Hamlet, príncipe de Hamlet (2019). Dir. José Caballero

## Filmografía

### Telenovelas
- Amanecer (2025) .... Leticia Galván[2]
- Se llamaba Pedro Infante (2023) .... Rosario León[3]
- Armas de mujer (2022) .... Enriqueta Zuazo[4]
- Caer en tentación (2017-2018) .... Miriam Franco Vda. de Becker
- Mujeres de negro (2016) .... Isabela Aldama Vda. de Zamora
- Los Rey (2012) .... Juliana Mariscal
- Emperatriz (2011) .... Perfecta Jurado
- La loba (2010) .... Carmen Vennua "La Güera"
- Vivir por ti (2008) .... Mercedes
- Montecristo (2006-2007) .... Sara
- Machos (2005-2006) .... Valentina Fernández
- La heredera (2004-2005) .... Dulce Regina Corrales-Astorga Vda. de Sergio Torres
- Mirada de mujer: El regreso (2003-2004) .... Adela de Chacón
- La duda (2002-2003) .... Teresa
- Cara o cruz (2002) .... Matilde Sosa de Alcántara
- La calle de las novias (2000) .... Diana de Mendoza
- Háblame de amor (1999) .... Laura de Toledo
- Señora (1998) .... Dolores / Victoria Santacruz
- La culpa (1996) .... Irma de Nava
- Si Dios me quita la vida (1995) .... Antonieta Vidal
- El vuelo del águila (1994-1995) .... Luisa Romero Rubio
- Prisionera de amor (1994) .... Flavia Monasterios
- Triángulo (1992) .... Ana Linares de Villafranca
- Atrapada (1991-1992) .... Fina Montero
- Yo compro esa mujer (1990) .... Isabel de Marín
- Dulce desafío (1988-1989) .... Refugio Díaz Vda. de Castro
- Encadenados (1988-1989) .... Jacinta
- Quinceañera (1987-1988) .... Carmen Sarcoser de Fernández
- Pobre señorita Limantour (1987) .... Antonieta
- Martín Garatuza (1986) .... Sarmiento
- Tú o nadie (1985) .... Meche
- Bodas de odio (1983-1984) .... Josefina de Icaza
- El árabe (1980) .... Diana Mayo
- El cielo es para todos (1979)
- Pasiones encendidas (1978-1979) .... Alba
- Mamá campanita (1978-1979)

### Películas
- Ruido (2022) .... Julia
- Tercera llamada (2013) .... Madre de Julia
- La revolución de Juan Escopeta (2011) .... La Monja (voz)
- Pentimento (2009)
- Amor letra por letra (2008) .... Consuelo
- Revotando (2007)
- Familia tortuga (2006)
- Efectos secundarios (2006) .... Carola
- Nunca más (2005)
- Santos peregrinos (2004) .... Juanita
- Otilia Rauda (2001) .... Madre de Otilia
- En el país de no pasa nada (2000) .... Elena Lascuráin
- Crónica de un desayuno (1999) .... Seño Fonda
- El evangelio de las maravillas (1998) .... Madre de Tomasa
- Fin de juego (1998)
- Profundo carmesí (1996) .... Juanita Norton
- Jonás y la ballena rosada (1995)
- Principio y fin (1993) .... Ignacia Botero
- Mina (1992)
- Revenge (1990)
- Cartas a María Teresa (1989)
- Las apariencias engañan (1983)
- Un frágil retorno (1981)
- Enroque (1981)
- La mujer perfecta (1979) .... Claudia
- María de mi corazón (1979)
- El infierno tan temido (1975)

### Series de televisión
- Lo que callamos las mujeres (1 episodio: "La culpa es de la esperanza", 2007)
- Mujer, casos de la vida real (1 episodio: "El peso de la soledad", 1996)

## Premios y nominaciones

### Premios Bravo 2018
| Categoría               | Nominado (a)      | Resultado |
| ----------------------- | ----------------- | --------- |
| Mejor actriz antagónica | Caer en tentación | Ganadora  |

### Premios Metropolitanos de Teatro
| Año  | Categoría                                      | Obra               | Resultado |
| ---- | ---------------------------------------------- | ------------------ | --------- |
| 2018 | Mejor Actuación Femenina Principal en una Obra | Después del ensayo | Ganadora  |

### Premios Cartelera
| Año  | Categoría    | Obra               | Resultado |
| ---- | ------------ | ------------------ | --------- |
| 2017 | Mejor actriz | Después del ensayo | Ganadora  |

### Premios Ariel
| Año  | Categoría                   | Película               | Resultado |
| ---- | --------------------------- | ---------------------- | --------- |
| 2001 | Mejor actriz de cuadro      | Crónica de un desayuno | Ganadora  |
| 1997 | Mejor co-actuación femenina | Profundo carmesí       | Ganadora  |
| 1994 | Mejor actriz                | Principio y fin        | Nominada  |

### Premios TVyNovelas
| Año  | Categoría                 | Telenovela         | Resultado |
| ---- | ------------------------- | ------------------ | --------- |
| 2018 | Mejor villana             | Caer en tentación  | Nominada  |
| 2018 | Mejor primera actriz      | Caer en tentación  | Nominada  |
| 1995 | Mejor villana             | Prisionera de amor | Nominada  |
| 1993 | Mejor actriz de reparto   | Triángulo          | Nominada  |
| 1984 | Mejor revelación femenina | Bodas de odio      | Ganadora  |

## Familia
Natalia Beristáin Egurrola, cineasta, es hija suya y del actor Arturo Beristáin.